# Gyirmót SE

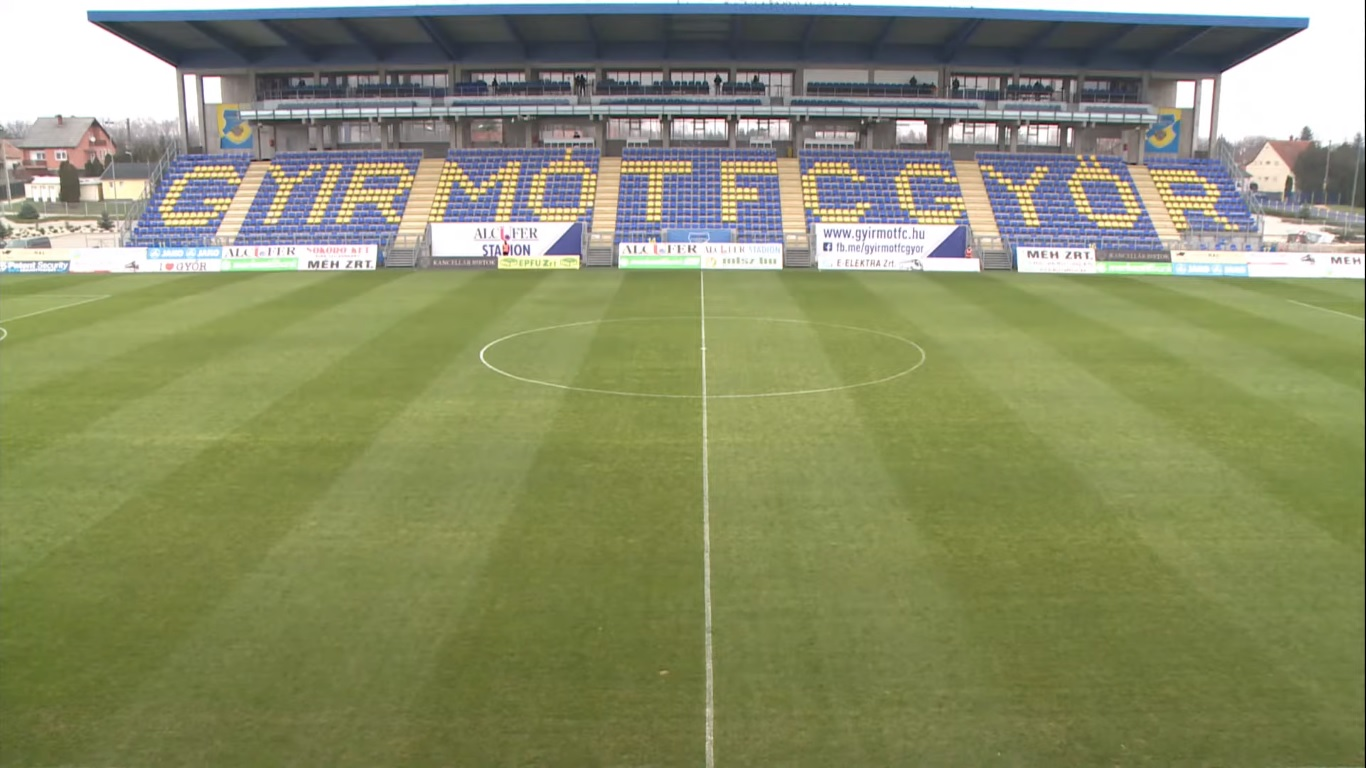
Ménfői úti Stadion.

El Gyirmót SE es un club de fútbol de Hungría que juega en la NB2.

## Historia
Fue fundado en el año 1993 en la ciudad de Gyor y ha estado principalmente en la NB2, cerca de l ascenso en algunas temporadas, pero fue hasta la temporada 2015/16 luego de vencer al Soproni VSE el 4 de mayo de 2016, por 3-1, con lo que consiguieron el ascenso a la NB1 por primera vez en su historia.

## Palmarés
- NB2: 1

2015/16

## Resultados históricos
El 11 de julio de 2015, el club venció en un partido amistoso a la A. S. Roma 2-1, jugado en Pinzolo, Italia.